# 西庄 (共星村)
西庄是中国广东省广州市从化区的一个自然村。在太平镇东面约10千米，属共星村管辖。清朝建村。1998年时，全村人口151人。